# オグニャン・ゲルジコフ

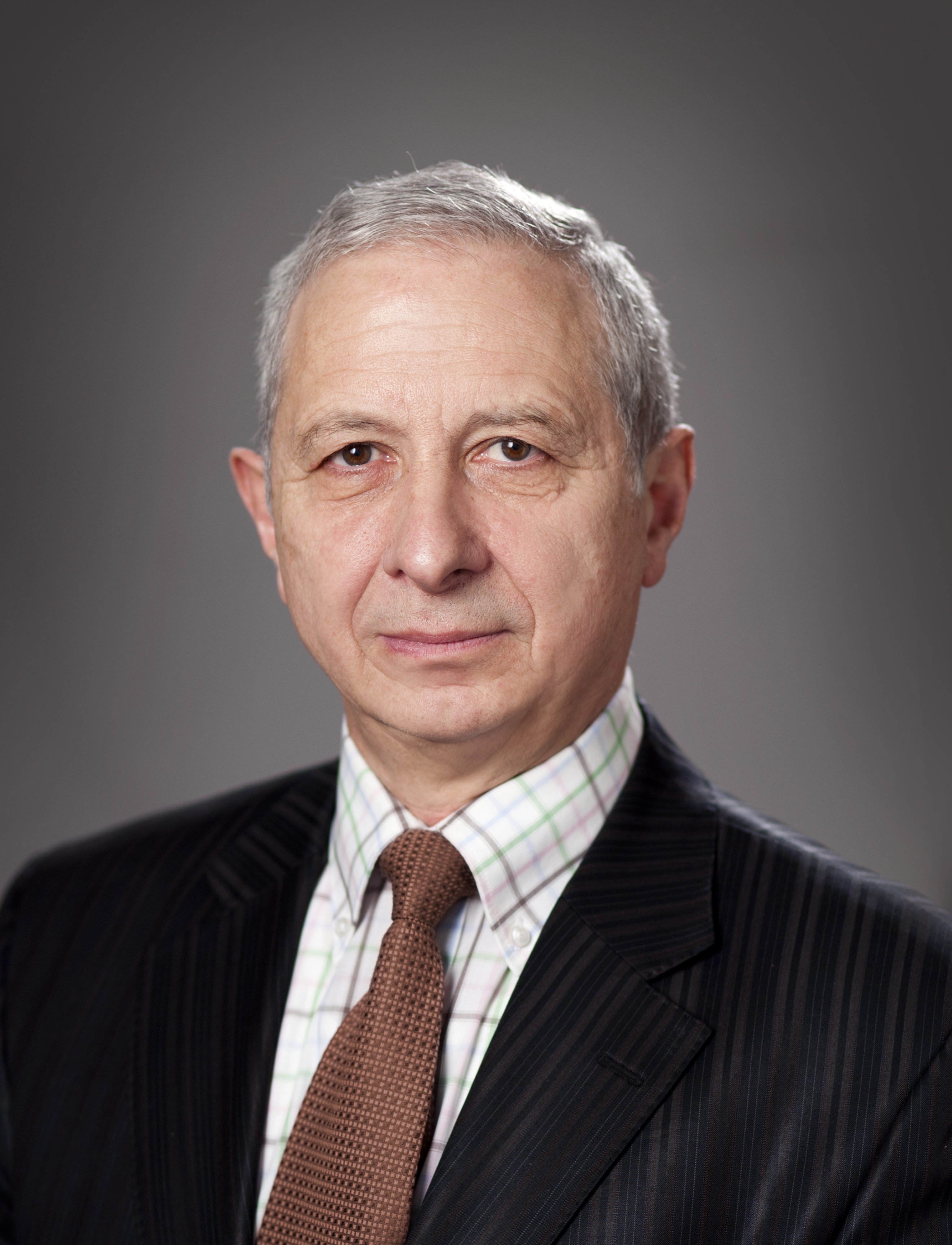

オグニャン・ステファノフ・ゲルジコフ（Огнян Стефанов Герджиков、1946年3月19日 - ）は、ブルガリア共和国の政治家。同国の国民議会議長、暫定首相などを歴任した。

## 経歴
1946年にソフィアで生まれる。ソフィア大学法学部を卒業、1979年から同大法学部講師となり、後に教授となった。専門は商法、民法。1993年から1994年には、同大学副学長を務めた。
2001年7月5日から、国民議会議長を務めたが、2005年2月4日に議長を解任された。任期中の2001年11月12日から11月17日にかけて、衆議院議長の招待により来日している。
2005年から2009年までは、安定と進歩国民運動（NDSV）に所属する国民議会議員として、人権・宗教委員会委員長を務めた。
2016年ブルガリア大統領選挙において、ボイコ・ボリソフ首相の所属するヨーロッパ発展のためのブルガリア市民 (GERB) の候補が敗北したことを受け、首相は辞任を表明し、前倒し総選挙が実施されることになった。これに伴いルメン・ラデフ大統領によって暫定首相に指名され、2017年1月27日から5月4日まで務めた。
2006年には、ブルガリアの最上位の勲章である「スタラ・プラニナ勲章」を受章した。

## 参考資料
1. ↑  WHO IS WHO: Ognyan Gerdzhikov
2. ↑  OGNYAN STEFANOV GERDZHIKOV - CHAIRMAN OF THE BOARD OF DIRECTORS OF THE BULGARIAN JURIDICAL ASSOCIATION
3. ↑  Решение за освобождаване на Огнян Стефанов Герджиков като председател на Народното събрание（ブルガリア国民議会）
4. ↑  「９  正式招待による訪日外国国会議員団」（平成14年 衆議院の動き）
5. ↑  ブルガリア、３月26日に総選挙へ - NNA EUROPE

| 公職                    | 公職                                                    | 公職                      |
| ----------------------- | ------------------------------------------------------- | ------------------------- |
| 先代 ヨルダン・ソコロフ | ブルガリア共和国国民議会議長 2001年7月5日～2005年2月4日 | 次代 ボリスラフ・ベリコフ |
| 先代 ボイコ・ボリソフ   | ブルガリア共和国首相 （暫定） 2017年1月27日～5月4日     | 次代 ボイコ・ボリソフ     |